# حكومة مضر بدران الثانية
حكومة مضر بدران الثانية هي الحكومة التاسعة والستون من حكومات المملكة الأردنية الهاشمية. شكّل مضر بدران الحكومة في 27 نوفيمبر عام 1976م، بتكليف من ملك الأردن الحسين بن طلال. وقد حلّت الحكومة في شهر 19 ديسيمبر 1979.

## وصلات خارجية
- موقع رئاسة الوزراء